# Hekimoğlu Ali Pascha

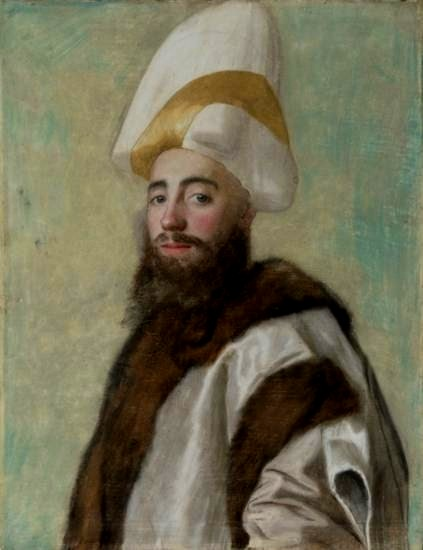
Jean-Étienne Liotard, Porträt eines Großwesirs, vielleicht Nişancı Ahmed Pascha (ca. 1738–1743)

Hekimoğlu Ali Pascha (* 1689 in Istanbul; † 13. August 1758 in Kütahya) war ein osmanischer Staatsmann und Militärbefehlshaber. Er diente mehrfach als Provinzgouverneur und als Großwesir des Osmanischen Reiches.

## Leben

### Herkunft, Ausbildung und erste Jahre als Provinzgouverneur
Ali wurde 1689 als Sohn des Venezianers Hekimbaşı Nuh Efendi geboren, der vom Christentum zum Islam konvertiert war und in Istanbul als Arzt arbeitete. Seine Mutter Safiye war türkischstämmig. Alis Beiname Hekimoğlu bedeutet im Türkischen Sohn eines Arztes. Nach seiner Ausbildung trat er in den Dienst des Sultanspalastes und stieg bis zum Kapıcıbaşı auf.
Ali arbeitete dann als Gouverneur (beylerbey) in Zile, im Eyâlet Adana und im Eyâlet Aleppo. Während des Osmanisch-Persischen Krieges in den Jahren 1722 bis 1727 eroberte er als Kommandeur die Stadt Täbris. Nach dem Vertrag von Hamedan im Jahr 1727 war Ali dann Gouverneur des Eyâlet Shahrizor (im heutigen Irak) und im Eyâlet Rûm. Während des erneuten Krieges gegen Persien diente er als Frontkommandeur (türkisch Serdar). Er eroberte Urmia und erneut Täbris, dann wurde er Gouverneur des Eyâlet Ägypten. Sein Nachfolger in dieser Funktion war sein Schwiegersohn Hatibzade Yahya Pascha.

### Erste Amtszeit als Großwesir
Während seiner ersten Amtszeit vom 12. März 1732 bis zum 12. August 1735 versuchte er, die osmanische Armee zu reformieren und gründete das neue Artilleriekorps der Humbaracı. Dafür stellte er eigens den französischstämmigen Konvertiten Claude Alexandre de Bonneval an, der später als Humbaracı Ahmed Pascha bekannt wurde und entscheidend zur österreichischen Niederlage bei Niš im Russisch-Österreichischen Türkenkrieg (1736–1739) beitrug. Ali Pascha war misstrauisch gegenüber dem Russischen Reich und versuchte, den Krieg gegen Persien zu beenden, um Ressourcen freizusetzen, aber seine Friedenspolitik stieß auf Kritik und er wurde während eines Kriegsrats im Palast von Sultan Mahmud I. entlassen.
Nach der Entlassung kehrte Ali Pascha wieder in den Dienst als Provinzgouverneur zurück. Er diente auf Kreta, im Eyâlet Bosnien, im Eyâlet Ägypten und in Anatolien. In Bosnien besiegte er die Österreicher in der Schlacht von Banja Luka im Russisch-Österreichischer Türkenkrieg und unterstützte Großwesir İvaz Mehmet Pascha bei der Belagerung und Eroberung von Belgrad (1739). In Ägypten unterdrückte er die beginnenden Aufstände der Mamluken im Jahr 1740.

### Zweite Amtszeit als Großwesir
Während seiner zweiten Amtszeit als Großwesir vom 21. April 1742 bis zum 23. September 1743 war sein größtes Problem der neue Krieg gegen das persische Reich, das von Nadir Schah aus der Dynastie der Afschariden geführt wurde. Der Sultan lehnte jedoch Ali Paschas Pläne für einen Feldzug ab und entließ ihn, weil er an der Ostfront keine angemessenen Maßnahmen ergriffen hatte.
Auch nach seiner zweiten Amtszeit kehrte Ali Pascha in den Dienst als Gouverneur zurück und arbeitete auf Lesbos und Kreta, in Bosnien, Trikala (heute Griechenland), Ochakiv (heute Ukraine), Widin (heute Bulgarien) und Trabzon. In Trabzon konnte er das Chaos durch lokale Führer beenden und die osmanische Ordnung durchsetzen.

### Dritte Amtszeit als Großwesir
Die dritte Amtszeit als Großwesir war sehr kurz und dauerte vom 15. Februar 1755 bis zum 18. Mai 1755. Als sich Ali Pascha weigerte, auf Anweisung des Sultans Osman III. einen jungen Prinzen zu töten, inhaftierte ihn der Sultan. Er entging der Hinrichtung nur durch die Fürsprache der Valide Sultan (Sultansmutter) Şehsuvar.
Nach seiner Einkerkerung im Kızkulesi wurde er zuerst nach Famagusta auf Zypern verbannt und dann auf die Insel Rhodos. Im Jahr 1756 wurde er begnadigt und zum zweiten Mal Gouverneur des Eyâlet Ägypten. Seine Amtszeit wird als friedvoll beschrieben. Am 17. Oktober 1757 wurde er zum vierten Mal Gouverneur von Anatolien.

### Tod
Ali Pascha starb am 13. August 1758 in Kütahya an einer Infektion des Urogentialtraktes. Er wurde in einem Grab bei der Hekimoğlu-Ali-Pascha_Moschee in Istanbul bestattet.